# Mauricio Victorino
Mauricio Bernardo Victorino Dansilio (Montevideo, 11 oktober 1982) is een Uruguayaanse voetballer, die op dit moment speelt voor Cruzeiro EC.

## Clubcarrière
In 2004 begon Victorino zijn professionele carrière bij de club Plaza Colonia in Uruguay. Na twee periodes bij Nacional en een jaar bij Veracruz, kwam hij terecht bij zijn Universidad de Chile. Sinds februari 2011 komt hij uit voor het Braziliaanse Cruzeiro EC.

## Interlandcarrière
Normaal gesproken spelen Diego Godín en Diego Lugano samen centraal achterin bij Uruguay. Hierdoor moet Victorino vaak genoegen nemen met een plaats op de bank. Hij werd in 2010 geselecteerd voor het wereldkampioenschap en speelde tijdens dit toernooi vijf wedstrijden. Door blessures en schorsingen bij zijn twee concurrenten speelde hij vaak mee, waaronder de wedstrijd in de kwartfinale tegen Ghana, waarin hij scoorde in de strafschoppenserie. Ook in de halve finale tegen Nederland speelde Victorino mee. Deze wedstrijd werd verloren, waardoor Uruguay werd veroordeeld tot de troostfinale.

## Trivia
Hij is de neef van oud-voetballer Waldemar Victorino.

## Erelijst

### Uruguay
- FIFA WK 2010: 4de plaats
- Copa América 2011: 1ste plaats